# 大阪市立旭図書館
大阪市立旭図書館（おおさかしりつあさひとしょかん）は、大阪府大阪市にある公立の図書館。

## 施設概要
- 開館：1975年（昭和50年）4月22日（2000年（平成12年）1月15日建替）
- 延床面積：1,479.99平方メートル
- 閲覧室：784平方メートル

（図書館は1階、地下1階～地上3階は区民センター・大阪市立芸術創造館）

## 開館時間
- 火曜日 - 金曜日：10時 - 19時
- 土曜日、日曜日、11月3日：10時 - 17時

## 休館日
- 月曜日
- 国民の祝日と国民の休日（11月3日「文化の日」は開館）
- 年末年始
- 毎月末日
- 蔵書点検期間

## 所蔵
- 図書：102,864冊(内　成人用　70,695冊、児童用　32,169冊)
- 雑誌：119誌
- 新聞：18紙
- DVD：274枚
- CD：2,095枚
- 紙芝居：674組

（2022年3月末現在）

## 貸出
- 1人15冊まで（うち、CD・DVD・カセットは5点まで）15日間[2]

## アクセス
- 大阪シティバス 「旭区役所区民センター前」バス停下車
- Osaka Metro谷町線 千林大宮駅 南西へ約900m
- Osaka Metro谷町線 関目高殿駅 北へ約1km
- 京阪本線 森小路駅 西へ約900m
- JRおおさか東線 城北公園通駅 東へ約1km

## その他
- 第2教科書センター（採択地区:都島区・旭区・城東区・鶴見区）で、小・中学校・高等学校用教科書を所蔵